# Alangium alpinum
Alangium alpinum là một loài thực vật có hoa trong họ Cornaceae. Loài này được (C.B.Clarke) W.W.Sm. & Cave miêu tả khoa học đầu tiên năm 1914.